# Llista d'ocells estatals dels Estats Units
Aquesta és una llista d'ocells estatals dels Estats Units tal com van ésser designats per les diferents assemblees legislatives dels diferents estats dels Estats Units.
L'elecció d'ocells com a símbols estatals hi va començar l'any 1927 quan Alabama, Florida, Maine, Missouri, Oregon, Texas i Wyoming van triar llurs respectives aus, essent Nova York el darrer estat en fer-ho l'any 1970. Com a curiositat cal dir que hi ha gent als estats de Florida, Minnesota, Maine i Alaska que, d'una manera burlesca, afirmen que és el mosquit qui hauria d'ésser declarat símbol dels estats en qüestió.
| Estat                 | Nom anglès / català                                     | Nom binomial                    | Imatge                                            | Any         |
| --------------------- | ------------------------------------------------------- | ------------------------------- | ------------------------------------------------- | ----------- |
| Alabama               | Northern flicker                                        | Colaptes auratus                | Northern Flicker                                  | 1927        |
| Alabama               | Wild turkey / gall dindi, indiot, titot, pioc           | Meleagris gallopavo             | Indiot                                            | 1980        |
| Alaska                | Willow grouse, willow ptarmigan / Perdiu d'Escandinàvia | Lagopus lagopus                 | Perdiu d'Escandinàvia                             | 1955        |
| Arizona               | Cactus wren/Caragolet dels cactus                       | Campylorhynchus brunneicapillus | Caragolet dels cactus                             | 1973        |
| Arkansas              | Mockingbird / Mim                                       | Mimus polyglottos               | Mim                                               | 1929        |
| Califòrnia            | California quail                                        | Lophortyx californica           | California quail                                  | 1931        |
| Colorado              | Lark bunting                                            | Calamospiza melanocorys         | Lark bunting                                      | 1931        |
| Connecticut           | American robin / Griva americana                        | Turdus migratorius              | American robin / Griva americana                  | 1943        |
| Delaware              | Blue hen of Delaware                                    | Gallus gallus                   | Blue hen of Delaware                              | 1939        |
| Districte de Colúmbia | Wood thrush / Griveta boscana                           | Hylocichla mustelina            | Wood thrush / Griveta boscana                     | 1938        |
| Florida               | Mockingbird / Mim                                       | Mimus polyglottos               | Mockingbird / Mim                                 | 1927        |
| Geòrgia               | Brown thrasher / Fuet                                   | Toxostoma rufum                 | Brown thrasher / Fuet                             | 1928        |
| Hawaii                | Hawaiian goose / Oca de Hawaii                          | Branta sandvicensis             | Hawaiian goose / Oca de Hawaii                    | 1957        |
| Idaho                 | Mountain bluebird / Siàlid muntanyenc                   | Sialia currucoides              | Mountain bluebird / Siàlid muntanyenc             | 1931        |
| Illinois              | Northern cardinal                                       | Cardinalis cardinalis           | Northern cardinal                                 | 1928        |
| Indiana               | Cardinal                                                | Cardinalis cardinalis           | Cardinal                                          | 1933        |
| Iowa                  | American Goldfinch / Cadernera americana                | Carduelis tristis               | American Goldfinch / Cadernera americana          | 1933        |
| Kansas                | Western meadowlark / Alosa pradenca de l'oest           | Sturnella neglecta              | Western meadowlark / Alosa pradenca de l'oest     | 1933        |
| Kentucky              | Kentucky Cardinal                                       | Cardinalis cardinalis           | Kentucky Cardinal                                 | 1942        |
| Louisiana             | Eastern brown pelican / Pelicà bru                      | Pelecanus occidentalis          | Eastern brown pelican / Pelicà bru                | 1966        |
| Maine                 | Black-capped chickadee                                  | Poecile atricapilla             | Black-capped chickadee                            | 1927        |
| Maryland              | Baltimore oriole /Oriol de Baltimore                    | Icterus galbula                 | Baltimore oriole /Oriol de Baltimore              | 1947        |
| Massachusetts         | Black-capped chickadee                                  | Poecile atricapilla             | Black-capped chickadee                            | 1941        |
| Massachusetts         | Wild turkey / Gall dindi, titot, indiot, pioc           | Meleagris gallopavo             | Indiot                                            | 1991        |
| Michigan              | American Robin / Griva americana                        | Turdus migratorius              | American Robin / Griva americana                  | 1931        |
| Minnesota             | Common loon / Calàbria grossa                           | Gavia immer                     | Common loon / Calàbria grossa                     | 1961        |
| Mississipi            | Mockingbird / Mim                                       | Mimus polyglottos               | Mockingbird / Mim                                 | 1944        |
| Mississipi            | Wood duck / Ànec carolí                                 | Aix sponsa                      | Wood duck / Ànec carolí                           | 1974        |
| Missouri              | Eastern bluebird / Siàlid de l'est                      | Sialia sialis                   | Eastern bluebird / Siàlid de l'est                | 1927        |
| Montana               | Western meadowlark / Alosa pradenca de l'oest           | Sturnella neglecta              | Western meadowlark / Alosa pradenca de l'oest     | 1941        |
| Nebraska              | Western meadowlark / Alosa pradenca de l'oest           | Sturnella neglecta              | Western meadowlark / Alosa pradenca de l'oest     | 1929        |
| Nevada                | Mountain bluebird / Siàlid muntanyenc                   | Sialia currucoides              | Mountain bluebird / Siàlid muntanyenc             | 1967        |
| Nou Hampshire         | Purple finch                                            | Carpodacus purpureus            | Purple finch                                      | 1957        |
| Nova Jersey           | Eastern goldfinch / Cadernera americana                 | Carduelis tristis               | Eastern goldfinch / Cadernera americana           | 1935        |
| Nou Mèxic             | Greater Roadrunner                                      | Geococcyx californianus         | Greater Roadrunner                                | 1949        |
| Nova York             | Eastern bluebird / Siàlid de l'est                      | Sialia sialis                   | Eastern bluebird / Siàlid de l'est                | 1970        |
| Carolina del Nord     | Cardinal                                                | Cardinalis cardinalis           | Cardinal                                          | 1943        |
| Dakota del Nord       | Western meadowlark / Alosa pradenca de l'oest           | Sturnella neglecta              | Western meadowlark / Alosa pradenca de l'oest     | 1970        |
| Ohio                  | Cardinal                                                | Cardinalis cardinalis           | Cardinal                                          | 1933        |
| Oklahoma              | Scissor-tailed flycatcher / Tirà de cua de tisora       | Tyrannus forficatus             | Scissor-tailed flycatcher / Tirà de cua de tisora | 1951        |
| Oregon                | Western Meadowlark / Alosa pradenca de l'oest           | Sturnella neglecta              | Western meadowlark / Alosa pradenca de l'oest     | 1927        |
| Pennsilvània          | Ruffed Grouse / Perdiu de collar                        | Bonasa umbellus                 | Ruffed Grouse / Perdiu de collar                  | 1931        |
| Rhode Island          | Rhode Island red chicken                                | Gallus gallus                   | Rhode Island red chicken                          | 1954        |
| Carolina del Sud      | Mockingbird / Mim                                       | Mimus polyglottos               | Mim                                               | 1939 - 1948 |
| Carolina del Sud      | Carolina wren                                           | Thryothorus ludovicianus        | Carolina Wren                                     | 1948        |
| Carolina del Sud      | Wild turkey / Gall dindi, titot, pioc, indiot           | Meleagris gallopavo             | Indiot                                            | 1976        |
| Dakota del Sud        | Ring-necked pheasant / Faisà                            | Phasianus colchicus             | Ring-necked pheasant / Faisà                      | 1943        |
| Tennessee             | Mockingbird / Mim                                       | Mimus polyglottos               | Mim                                               | 1933        |
| Tennessee             | Bobwhite quail / Colí de Virgínia                       | Colinus virginianus             | Bobwhite quail / Colí de Virgínia                 | 1987        |
| Texas                 | Mockingbird / Mim                                       | Mimus polyglottos               | Mockingbird / Mim                                 | 1927        |
| Utah                  | California gull                                         | Larus californicus              | California gull                                   | 1955        |
| Vermont               | Hermit thrush / Griveta cua-rogenca                     | Catharus guttatus               | Hermit thrush / Griveta cua-rogenca               | 1941        |
| Virgínia              | Cardinal                                                | Cardinalis cardinalis           | Cardinal                                          | 1950        |
| Washington            | Willow goldfinch / Cadernera americana                  | Carduelis tristis               | Willow goldfinch / Cadernera americana            | 1951        |
| Virgínia Occidental   | Cardinal                                                | Cardinalis cardinalis           | Cardinal                                          | 1949        |
| Wisconsin             | American robin / Griva americana                        | Turdus migratorius              | American robin / Griva americana                  | 1949        |
| Wyoming               | Western meadowlark / Alosa pradenca de l'oest           | Sturnella neglecta              | Western meadowlark / Alosa pradenca de l'oest     | 1927        |